# Oecetis itoae
Oecetis itoae là một loài Trichoptera trong họ Leptoceridae. Chúng phân bố ở vùng Indomalaya.